# Paistu
Paistu è un ex comune dell'Estonia situato nella contea di Viljandimaa, nell'Estonia meridionale; classificato come comune rurale, il centro amministrativo era l'omonima località (in estone küla).
Nel 2013 è confluito, insieme a Pärsti, Saarepeedi e Viiratsi, nel nuovo comune rurale di Viljandi.

## Località
Oltre al capoluogo, il centro abitato comprende altre 15 località.
Aidu - Hendrikumõisa - Holstre - Intsu - Kassi - Lolu - Loodi - Luiga - Mustapali - Paistu - Pirmastu - Pulleritsu - Rebase - Sultsi - Tömbi - Viisuküla